# Jahongir Vakhidov
Jahongir ou Jakongir Vakhidov est un joueur d'échecs ouzbek né le 27 avril 1995. Grand maître international depuis 2014, il a remporté le tournoi de Hastings en 2013-2014 et 2015-2016.
Au 1er novembre 2018, il est le troisième joueur ouzbek avec un classement Elo de 2 554 points.

## Carrière aux échecs
Lors de la Coupe du monde d'échecs 2017, il fut éliminé au premier tour par Peter Svidler.
Vakhidov a représenté l'Ouzbékistan lors des olympiades de 2014 (3/3 à l'échiquier de réserve) et 2016 (6/10 au deuxième échiquier). Il fut sixième du championnat du monde d'échecs junior de 2013.